# Николет (Минесота)
Николет (енгл. Nicollet) град је у америчкој савезној држави Минесота.

## Демографија
По попису из 2010. године број становника је 1.093, што је 204 (22,9%) становника више него 2000. године.
| Група             | 2000.       | 2010.         |
| Белци             | 865 (97,3%) | 1.044 (95,5%) |
| Афроамериканци    | 1 (0,1%)    | 2 (0,2%)      |
| Азијати           | 3 (0,3%)    | 2 (0,2%)      |
| Хиспаноамериканци | 8 (0,9%)    | 37 (3,4%)     |
| Укупно            | 889         | 1.093         |